# جون بيري (مهندس)
جون بيري (بالإنجليزية: John Perry)‏ (و. 1850 – 1920 م) هو مهندس، ورياضياتي بريطاني، كان عضوًا في الجمعية الملكية، توفي عن عمر يناهز 70 عاماً.

## مناصب
تولى منصب Foreign government advisors in Meiji Japan ‏
.

## التعليم
تعلم في جامعة غلاسكو
.

## جوائز
حصل على جوائز منها:

زميل في الجمعية الملكية